# Skindred
A Skindred egy Wales-i együttes. Alternatív metalt, reggae rockot játszanak. 1999-ben alakultak Newportban.  Mikor a Dub War 1999-ben feloszlott, Benji Webbe megalapította a Skindredet. Rendszeresen turnéznak, 2010-ben a Sziget Fesztiválra is eljutottak, valamint 2012-ben és 2013-ban a Hegyalja Fesztiválon is koncerteztek. 2018 júliusában ismét eljutottak Magyarországra, továbbá ugyanebben az évben új nagylemezt jelentettek meg.

## Diszkográfia
- Babylon (2002)
- Roots Rock Riot (2007)
- Shark Bites and Dog Fights (2009)
- Union Black (2011)
- Kill the Power (2014)
- Volume (2015)
- Big Tings (2018)
- Smile (2023)